# Орхус (муніципалітет)
Оргус (дан. Aarhus) — муніципалітет у регіоні Центральна Ютландія королівства Данія. Населення становить 314 545 осіб (2012). Площа — 467,8 квадратних кілометрів. Адміністративний центр муніципалітету — місто Оргус.